# 국제수로
국제수로(國際水路)는 공해와 마찬가지로 국제적으로 자유항행이 인정된 선박항행로이다. 특히 2개 국가 이상을 관류하는 중요 하천, 파나마 운하·수에즈 운하 등의 국제적 운하와 다르다넬스 해협·보스포루스 해협·지브롤터 해협 등의 국제적 해협 등을 가리킨다. 국제수로에 있어서의 선박항행의 자유는 일부 국제법 학자에 의해서 국제법상의 한 원칙이라고 주장된다. 그러나 현실로는 그것은 국제정치의 권력투쟁의 결과로서 '조약'에 의하여 획득한 권리이며 관행이다.